# Cristiano Scandolara
Cristiano Scandolara (Erechim, 25 luglio 1983) è un ex giocatore di calcio a 5 brasiliano naturalizzato italiano.

## Carriera

### Club
Dopo gli esordi nella Liga Futsal con l'Atlântico, nella stagione 2002-03 viene acquistato dal Gruppo Sportivo BNL. Nella stagione 2004-05 si trasferisce all'Arzignano Grifo con cui vince una Supercoppa italiana per poi fare ritorno nella capitale giocando prima con il Cinecittà, con cui vince il campionato di serie A2, e quindi alla Roma Futsal. Nel 2008 passa alla Marca; con i bianconeri riesce a vincere una Coppa Italia prima di trasferirsi al Kaos.
In Emilia viene eletto capitano della squadra per la quale milita fino al dicembre del 2013 quando fa ritorno all'Arzignano in Serie B. Con i veneti raggiunge la finale della Coppa Italia di categoria ma soprattutto vince i play-off promozione che riportano il Grifo in Serie A2 dopo oltre dieci anni di assenza. Dopo appena sei mesi Scandolara lascia tuttavia l'Arzignano per accasarsi all'Orte con cui vince immediatamente il girone A di Serie A2. La stagione seguente si trasferisce all'Acqua e Sapone.

### Nazionale
In possesso della doppia cittadinanza grazie alle origini cremonesi dei bisnonni, con la nazionale italiana ha raccolto tre presenze durante la gestione Nuccorini.

## Palmarès

### Competizioni giovanili
- Coppa Italia Under-21: 2

Gruppo Sportivo BNL: 2003-04
Arzignano: 2004-05

### Competizioni nazionali
- Supercoppa italiana: 1

Arzignano: 2004
- Campionato di serie A2: 2

Cinecittà: 2005-06
Orte: 2014-15
- Coppa Italia: 1

Marca: 2009-10